# Хачигян, Кен
Кен Хачигян (англ. Ken Khachigian, Кеннет Хачигян, англ. Kenneth Khachigian; 14 сентября 1944, Визалия, Калифорния, США) — американский политический консультант, спичрайтер и адвокат. Спичрайтер президента Рональда Рейгана. Одна из ключевых фигур армянской диаспоры США. 
Помимо своей работы в кампаниях Никсона, Рейгана и Буша—Куэйла, в последнее время он работал старшим советником в президентских кампаниях Боба Доула в 1996 году, Джона Маккейна в 2000 году и Фреда Томпсона в 2008 году. 

## Происхождение
Кен Хачикян родился 14 сентября 1944 года и вырос со своими тремя братьями, Мелвином, Лютером и Рональдом в Визалии, Калифорния, на ферме площадью 60 акров, выращивающей виноград, грецкие орехи, хлопок и люцерну. Ферма была основана дедом Кена по отцовской линии Арутюном, который покинул деревню Чомахлу в Кесарии, Османской империи, где он работал, намереваясь заработать деньги, чтобы воссоединиться со своей женой и детьми. Но когда турки начали осуществлять геноцид армян, вся деревня Чомахлу была обезлюдена, а семья Арутюна была отправлена в сирийскую пустыню. 
Отец Кена, Ованес, выжил, но потерял мать, брата и сестру из-за голода и болезней в Дамаске, Сирия. Ованес Джон Хачикян эмигрировал в США и прибыл на остров Эллис в декабре 1920 года и вместе со своим отцом начал работать на семейной ферме. Он женился на матери Кена, Элизабет, которая родилась во Фресно, Калифорния, в семье родом из Харперта.

## Биография
В 1966 году получил степень бакалавра Калифорнийского университета в Санта-Барбаре.
В 1967—1968 годах работал в президентской кампании Ричарда Никсона.
В 1969 году получил степень доктора юридических наук в Колумбийском университете, Нью-Йорк.
В 1970 году присоединился к исследовательскому штабу национальных целей, который был создан в Белом доме по заявлению президента от 13 июля 1969 года.
В 1970—1971 годах был помощником Герберта Кляйна, директора по связям с общественностью.
В 1971—1972 годах  — помощник Патрика Дж. Бьюкенена.
В 1973—1974 годах был заместителем специального помощника президента в отделе спичрайтинга.
В 1975—1979 годах  — редакционный консультант Ричарда М. Никсона.
В 1980 году — спичрайтер в президентской кампании Рональда Рейгана.
В 1981 году был консультантом Белого дома и исполняющим обязанности главного спичрайтера.
Как спичрайтер, Хачикян написал некоторые из самых запоминающихся обращений Рейгана, в том числе его первую инаугурационную речь, речь о выдвижении его кандидатуры в 1984 году и прощальную речь на Республиканском национальном съезде 1988 года.
Хачикян является старшим партнером офиса компании Brownstein Hyatt Farber Schreck в округе Ориндж.
Во время выступления на международной конференции «Геноцид армян: От признания до возмещения», Кен Хачикян заявил, что:
возвращение церквей, церковного имущества, украденного у армян, ассирийцев, греков и других христиан до, во время и после эпохи Геноцида армян, станет для Турции первым шагом к принятию ответственности за правдивое и справедливое решение преступления против человечности, которое до сих пор остается безнаказанным
Рейган называл Хачикяна «мой маленький гений».